# Sheila Greibach
Sheila Greibach (ur. 1939) – amerykańska informatyczka. Specjalizuje się w językach formalnych, automatach, teorii kompilatorów, automatach ze stosem oraz problematyką decyzyjną. W 1965 r. stworzyła postać normalną dla gramatyki bezkontekstowej (postać normalna Greibach). Razem z Seymourem Ginsburgiem i Michaelem Harrisonem pracowała nad kontekstową analizą składniową za pomocą modelu automatyzacji stosów.
W 1963 r. została absolwentką Radcliffe College. Następnie zdobyła doktorat w dziedzinie matematyki stosowanej na Uniwersytecie Harvarda, gdzie rozpoczęła pracę w Instytucie Inżynierii i Fizyki Stosowanej. Pracuje jako profesor informatyki na Uniwersytecie Kalifornijskim w Los Angeles.